# Nathaniel Maxuilili
Nathaniel Maxuilili (10 octobre 1927- 23 juin 1999) était un homme politique de Namibie, membre de la SWAPO, vétéran du combat pour l'indépendance de l'ancien Sud-Ouest africain puis député et ministre des gouvernements namibiens des années 1990. 
Maxuilili a été tué le 23 juin 1999 à Walvis Bay alors que l'ambulance qui l'emmenait à l'hôpital, à la suite de problèmes cardiaques, était percutée frontalement par un autre véhicule.